# Jäneda
Jäneda (německy Jendel) je vesnice v estonském kraji Lääne-Virumaa, samosprávně náležející do obce Tapa.